# Бегалы (Актюбинская область)
Бегалы (каз. Бегалы) — село в Хобдинском районе Актюбинской области Казахстана. Административный центр аульного округа им.И.Курманова. Код КАТО — 154258100.

## Население
В 1999 году население села составляло 622 человека (293 мужчины и 329 женщин). По данным переписи 2009 года, в селе проживало 466 человек (236 мужчин и 230 женщин).